# Гиню Кърджиев
Гиню Василев Кърджиев (понякога Гиньо) е български офицер, генерал-майор от пехотата, офицер от Сръбско-българската война (1885), командир на 15-и пехотен ломски полк (1902 – 1904), 5-и пехотен дунавски полк (1904 – 1906) и 29-и пехотен ямболски полк (1906, 1907 – 1910), командир на 2-ра бригада от 8-а пехотна тунджанска дивизия през Балканската (1912 – 1913) и Междусъюзническата война (1913).

## Биография
Гиню Кърджиев е роден на 9 март 1862 г. в Шумен, Османска империя. Постъпва във Военното на Негово Княжеско Височество училище и завършва през 1880 г. с 2-ри випуск, като на 30 август е произведен в чин подпоручик. На 30 август 1883 е произведен в чин поручик. Взема участие в Сръбско-българската война (1885), след която на 24 март 1886 г. е произведен в чин капитан. На 2 август 1889 г. е произведен в чин майор, от 2 август 1897 г. е подполковник, а от 2 май 1902 г. е полковник. На 21 ноември 1902 г. полковник Нейков е назначен за командир на 15-и пехотен полк, на която длъжност е до 31 декември 1904 година. На 9 февруари 1904 е назначен за командир на 5-и пехотен дунавски полк, на която служба е до 13 май 1906 г. През 1906 г., както и в периода от 19 април 1907 до 27 март 1910 г. командва 29-и пехотен полк.
Взема участие в Балканската (1912 – 1913) и Междусъюзническата война (1913) като командир на 2-ра бригада от 8-а пехотна тунджанска дивизия, след което на 14 септември 1913 г. е уволнен от служба. Умира по-късно същата година.
На 31 декември 1935 г. посмъртно е произведен в чин генерал-майор.

## Семейство
Гиню Кърджиев е женен с 2 деца. Той е по-малкият брат на полковника от кавалерията Велико Кърджиев.

## Военни звания
- Подпоручик (30 август 1880)
- Поручик (30 август 1883)
- Капитан (24 март 1886)
- Майор (2 август 1889)
- Подполковник (2 август 1893)
- Полковник (2 май 1902)
- Генерал-майор (31 декември 1935) – посмъртно

## Образование
- Военно на Негово Княжеско Височество училище (до 1880)